# Suzy Kendall
Suzy Kendall, all'anagrafe Frieda Harriet Harrison (Belper, 1º gennaio 1944), è un'attrice britannica.
Attiva negli anni 1965-1977, nel genere thriller e nel soft erotico italiano dei primi anni settanta.

## Biografia

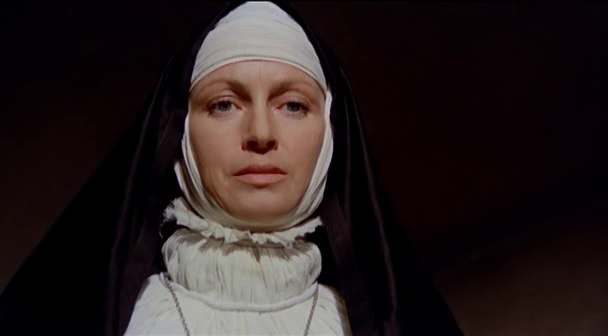
Suzy Kendall in Storia di una monaca di clausura (1973)

Dopo essere stata modella, iniziò in patria la carriera di attrice nel 1965, con il film The Liquidator. Nel 1971 recitò nella serie TV britannica Attenti a quei due, di Basil Dearden e Leslie Norman, al fianco di Roger Moore e Tony Curtis.
Nel 1968 iniziò a partecipare a film italiani; in primis fu diretta da Alberto Lattuada in Fräulein Doktor, protagonista a fianco di Giancarlo Giannini.
Nel 1969 prese parte a L'uccello dalle piume di cristallo di Dario Argento, interpretando il ruolo di Giulia, accanto a Tony Musante e Enrico Maria Salerno.
Nel 1973 lavorò col regista Domenico Paolella in due film del genere cosiddetto erotico-conventuale. Nel primo, Storia di una monaca di clausura, del cui cast fece parte Eleonora Giorgi, interpretò la parte della madre superiora. Nel secondo, Le monache di Sant'Arcangelo, dove apparve anche Ornella Muti, interpretò lo stesso ruolo.
Nel 1974 fu protagonista del film Spasmo di Umberto Lenzi e nel 1977 di Adventures of a Private Eye, diretto da Stanley A. Long.

## Vita privata
Si è sposata due volte: dal 1968 al 1972 con l'attore Dudley Moore, e dal 1978 con Sandy Harper, da cui ha avuto una figlia, Elodie, giornalista di Channel Four News. Vive a Londra.

## Filmografia

### Cinema
- S.S.S. sicario servizio speciale (The Liquidator), regia di Jack Cardiff (1965)
- Il lungo coltello di Londra (Circus of Fear), regia di John Llewellyn Moxey (1966)
- Questa pazza, pazza, pazza Londra (The Sandwich Man), regia di Robert Hartford-Davis (1966)
- La scuola della violenza (To Sir, with Love), regia di James Clavell (1967)
- Fräulein Doktor, regia di Alberto Lattuada (1968)
- Un attico sopra l'inferno (The Penthouse), regia di Peter Collinson (1968)
- Fino a congiungersi (Up the Junction), regia di Peter Collinson (1968)
- Giocatori d'azzardo (The Gamblers), regia di Ron Winston (1970)
- L'uccello dalle piume di cristallo, regia di Dario Argento (1970)
- Grande caldo per il racket della droga (Darker than Amber), regia di Robert Clouse (1970)
- Terrore al London College (Assault), regia di Sidney Hayers (1971)
- Gli ultimi sei minuti (Fear Is the Key), regia di Michael Tuchner (1972)
- Storia di una monaca di clausura, regia di Domenico Paolella (1973)
- Delirious - Il baratro della follia (Tales That Witness Madness), regia di Freddie Francis (1973)
- I corpi presentano tracce di violenza carnale, regia di Sergio Martino (1973)
- Spasmo, regia di Umberto Lenzi (1974)
- Il buio macchiato di rosso (Craze), regia di Freddie Francis (1974)
- Adventures of a Private Eye, regia di Stanley A. Long (1977)

### Televisione
- Attenti a quei due (The Persuaders!) – serie TV, episodio 1x14 (1971)

## Doppiatrici italiane
- Anna Teresa Eugeni in L'uccello dalle piume di cristallo
- Rita Savagnone in Storia di una monaca di clausura
- Fiorella Betti in I corpi presentano tracce di violenza carnale
- Chiara Colizzi in Il lungo coltello di Londra (ridoppiaggio 1996)